# Джоканович, Драган
Драган Джоканович (серб. латиница Dragan Đokanović, серб. кириллица Драган Ђокановић, р. 20 апреля 1958, Сараево), сербский политик. Основатель и председатель Демократической партии федералистов.
Начальную, среднюю школу и медицинский факультет окончил в Сараеве.
Получил специальность педиатра в Сараевском университете, где и работает.
Выполнял функции министра труда и защиты ветеранов и инвалидов Республики Сербской в 1993 – 1994 годах.
Выступил как свидетель перед Гаагским трибуналом в 2005 и 2009 годах.
Женат, двое детей.

### Официальные сайты
- Официальный сайт - Драган Джоканович
- Официальный сайт - Демократической партии федералистов